# Arcades (Castelldans)
Les Arcades és una obra del municipi de Castelldans (Garrigues) que forma part de l'Inventari del Patrimoni Arquitectònic de Catalunya. Sembla que formaven part de les construccions de caràcter agrícola que integraven el patrimoni conventual. Es pensa que eren part de les pallisses o algun altre tipus de magatzem similar.

## Descripció
Són un conjunt d'arcs de mig punt disposats en dues filades a diversos nivells, seguint la inclinació del terreny. Està situat davant mateix del que fou l'antic convent dels monjos d'Escaladei, a la cantonada dels carrers empit i dels frares. Tot sembla indicar que deurien travessar el carrer dels Frares. Avui divideixen l'espai interior en tres naus sense coberta. Estan fets de grans pedres ben escairades que reposen sobre pilars, també fets de carreus regulars. Les restes del mur, en canvi, són de pedres irregulars, mal treballades i, en part, arrebossades.